# NGC 888
NGC 888 este o galaxie eliptică situată în constelația Orologiul. A fost descoperită în 6 octombrie 1834 de către John Herschel. Se află la o distanță de 127,64 de megaparseci de Pământ.